# Cryptomeigenia meridionalis
Cryptomeigenia meridionalis là một loài ruồi trong họ Tachinidae.